# سیارک ۷۴۱۰
سیارک ۷۴۱۰ (به انگلیسی: 7410 Kawazoe، نامگذاری:1990QG) هفت هزار و چهارصد و دهمین سیارک کشف شده‌است که در ۲۰ اوت ۱۹۹۰ کشف شد.
قدر مطلق سیارک برابر ۱۴٫۱۰ است.